# Velíz
Velíz är en kulle i Tjeckien. Den ligger i den centrala delen av landet, 40 km väster om huvudstaden Prag. Toppen på Velíz är 595 meter över havet, eller 108 meter över den omgivande terrängen. Bredden vid basen är 1,1 km.
Terrängen runt Velíz är kuperad åt nordost, men åt sydväst är den platt.Runt Velíz är det ganska tätbefolkat, med 179 invånare per kvadratkilometer. Närmaste större samhälle är Beroun, 13,2 km öster om Velíz. Trakten runt Velíz består till största delen av jordbruksmark.